# N-этилтриптамин
N-этилтриптамин (NET) или просто этилтриптамин малоизвестный психоделик из группы триптаминов, который структурно связан с N-метилтриптамином (NMT), а также с N,N-диметилтриптамином (DMT) и N,N-диэтилтриптамином (DET)